# Batalha dos Campos Cataláunicos
A batalha dos Campos Cataláunicos foi travada a 20 de junho de 451 entre o Império Romano do Ocidente, os visigodos e os alanos, sob o comando de Flávio Aécio e de Teodorico I, por um lado e os hunos, comandados por Átila, o Huno. Esta batalha foi a última grande campanha militar do Império Romano do Ocidente e o culminar da carreira de Aécio.

## Antecedentes
O Império Romano do Ocidente, em 450, estava a perder, paulatinamente, o controlo da Gália, tal como acontecia com as províncias fora da Itália. A Armórica céltica (a Bretanha actual) fazia parte do Império apenas formalmente. As tribos germânicas que haviam invadido o Império haviam sido apaziguadas com o estatuto de federados: a Gália do norte, entre os rios Reno e Mosela, havia sido entregue aos francos, enquanto a sul, os visigodos da Gália Narbonense davam sinais de revolta. Os burgúndios da região alpina estavam aparentemente submetidos, mas também ameaçavam revoltar-se. As únicas regiões leais ao Império Romano eram as costas do Mediterrâneo e uma faixa de território entre Aureliano (Orleães) e os cursos dos rios Loire e Ródano.
O historiador Jordanes afirma que Átila fora atraído pelo rei dos vândalos Genserico para atacar os visigodos. Ao mesmo tempo, Genserico tentaria semear a discórdia entre os visigodos e o Império Romano do Ocidente (Gética 36.184-6).
Outros escritores apontam outros motivos: Justa Grata Honória, uma irmã problemática do imperador Valentiniano III, casara-se com o senador leal Herculano alguns anos antes, que a mantinha presa em casa. Em 450 Honória enviou uma mensagem ao rei dos hunos pedindo-lhe que a salvasse, o que Átila entendeu como uma proposta de casamento. Exigiu que Honória lhe fosse entregue juntamente com metade dos domínios de Valentiniano como seu dote. A recusa de Valentiniano foi o pretexto para Átila lançar uma campanha destrutiva na Gália.
Átila travessou o Reno no início de 451 e saqueou Divoduro (atual Metz) a 7 de abril. Os ataques a outras cidades podem ser documentados através das vidas dos seus bispos: Nicásio foi morto diante do altar da sua igreja em Reims; a salvação de Tongeren é atribuída às orações de Servato, tal como Genoveva salvou Paris.
O exército de Átila atingiu Aureliano (atual Orleães) em junho. Esta cidade fortificada controlava uma importante passagem do Loire. Segundo Jordanes, Sangibano, rei dos alanos, cujas terras atribuídas a título do foedus incluíam Orleães, prometera abrir-lhes as portas (Gética 36.194f); este cerco é confirmado na Vida de S. Aniano e no relato posterior de Gregório de Tours (Historia Francorum 2.7), embora o nome de Sangibano não apareça nestes relatos. Mas os habitantes de Orleães recusaram-se a deixar os invasores entrar, o que levou a que Átila cercasse a cidade enquanto esperava que Sangibano cumprisse a sua promessa.

## A batalha
Informado da invasão, o patrício Aécio deslocou-se rapidamente da Itália para a Gália. De acordo com Sidônio Apolinário, Aécio comandava uma força composta por escassos auxiliares, sem um único soldado regular (Carmina 7.329f). Tentou imediatamente convencer Teodorico I a juntar-se a ele. O rei visigodo soube, no entanto, que Aécio dispunha de poucos soldados, e decidiu que seria mais sensato esperar pelos hunos nas suas próprias terras. Aécio voltou-se então para o poderoso aristocrata Ávito, pedindo-lhe auxílio; este conseguiu convencer Teodorico e uma quantidade de outros "bárbaros" da Gália (Carmina 7.332-356). A aliança tomou então o caminho de Aureliano (Orleães), chegando àquela cidade a 14 de junho.
De acordo com o autor da Vida de S. Aniano, chegaram a Aureliano precisamente a tempo de impedir que os hunos explorassem uma brecha que tinham aberto nas muralhas da cidade. Muito embora estivessem prestes a conseguir tomar a cidade, os hunos, confrontados com um exército inimigo recém-chegado, sabiam que conservar a cidade significaria serem cercados. A decisão foi de levantar o cerco e recuar, procurando um local onde pudessem dar batalha em condições vantajosas. Teodorico I e Aécio lançaram-se em sua perseguição, e as duas forças encontraram-se finalmente nos Campos Cataláunicos a 20 de junho, uma data que foi primeiro avançada por J.B. Bury e desde então aceite por muitos, embora algumas fontes indiquem 20 de setembro.
A localização exacta dos Campos Cataláunicos não é conhecida: o historiador Thomas Hodgkin indicou um local perto de Méry-sur-Seine, mas o consenso actual inclina-se para Châlons-en-Champagne.

Rotas gerais tomadas pelas forças de Átila quando invadiram a Gália, mostrando também as cidades mais importantes que foram saqueadas ou ameaçadas pelos hunos e seus aliados

Na noite anterior à batalha, um dos grupos de francos do exército romano encontrou um grupo de gépidas leais a Átila. O número de 15 000 mortos para cada lado avançado por Jordanes (Gética 41.217) para este recontro não é confirmável.
Segundo o costume dos hunos, Átila consultou os auspícios para a batalha através das entranhas de um animal sacrificado. Os auspícios indicavam um desastre para os Hunos e a morte de um dos comandantes inimigos. Com a esperança de que fosse Aécio a morrer, Átila deu as suas ordens, mas esperou até à hora nona (15h00). O final da tarde ajudaria as suas tropas a retirar em caso de derrota. (Gética 37.196).
Jordanes relata que a planície Cataláunica se elevava, num dos lados, até formar uma escarpa que dominava o campo de batalha, e que se tornou o principal objectivo do combate. Os hunos ocuparam inicialmente o lado direito desta escarpa enquanto os romanos ocupavam o lado esquerdo, com o cume vazio entre eles. (Os visigodos estavam à direita, os romanos à esquerda e os alanos, cuja lealdade era duvidosa, estavam contidos no centro). Quando os hunos atacaram esta posição estratégica, foram repelidos pelos romano-germanos, que lá tinham chegado primeiro. Os hunos fugiram em desordem, atrapalhando as restantes unidades do exército de Átila (Gética 38).
Átila tentou reagrupar os seus homens, lutando para conservar a sua posição. Teodorico, entretanto, fora morto enquanto combatia sem que os seus homens dessem conta disso. Jordanes conta que Teodorico caiu do cavalo e foi pisado pelos seus próprios homens, embora outro relato dê conta da morte de Teodorico pela lança do ostrogodo Andagis. Uma vez que se sabe que Jordanes era o notário de Gutingis, filho de Andagis, esta história é com certeza uma tradição de família. (Gética 40.209).
Os visigodos ultrapassaram o ataque dos alanos e caíram sobre o acampamento de Átila, fortificado com carroças. A carga romano-germana atravessou o acampamento huno em perseguição dos inimigos que fugiam, uma vez que quando a noite caiu Torismundo, filho de Teodorico I, retirando para as suas próprias linhas, entrou por engano no acampamento huno e foi ferido antes que os seus soldados o pudessem socorrer. A escuridão separou Aécio dos seus próprios homens e este, receando o pior, passou a noite com os seus aliados germanos. (Gética 40.209-212).
No dia seguinte, e diante das "pilhas e pilhas de mortos", os godos e os romanos reuniram-se para decidir o que fazer. Sabendo da escassez de provisões de Átila, e de como "este estava impedido de se aproximar por uma chuva de setas vindas do acampamento romano", decidiram cercar o seu acampamento. Nesta situação desesperada, Átila não cedeu e "mandou fazer uma pira de selas, para em caso dos inimigos atacarem-no, se atirar às chamas, de forma a que ninguém tivesse o prazer de feri-lo e que o senhor de tantas raças não caísse nas mãos dos seus inimigos". (Gética 40.213).
Enquanto Átila estava preso no seu próprio acampamento, os visigodos procuravam o seu rei desaparecido. Encontraram finalmente o corpo de Teodorico debaixo de uma pilha de corpos, e levaram-no entoando cânticos de heróis, à vista do inimigo. Torismundo, ao saber da morte do seu pai, quis atacar o acampamento de Átila, porém foi dissuadido por Aécio. Segundo Jordanes, Aécio receava que se os hunos fossem aniquilados pelos visigodos estes quebrariam os vínculos com o Império Romano e tornar-se-iam uma ameaça ainda maior. Aécio urgiu Torismundo a voltar rapidamente a Tolosa para assegurar-se da sua sucessão ao trono e evitar uma guerra civil com os seus irmãos, o que Torismundo fez com êxito. Gregório de Tours (Historia Francorum 2.7) conta, por outro lado, que Aécio lançou mão deste estratagema com os seus aliados Francos para ficar com o saque da batalha.
Com a retirada dos visigodos, Átila pensou inicialmente que se tratava de uma retirada estratégica para atrair as suas forças enfraquecidas a uma nova batalha em campo aberto e por isso continuou dentro do acampamento e só mais tarde se atreveu a deixá-lo e retomar o caminho de casa. (Gética 41.214-217).

## As forças em confronto

Diagrama da batalha

Jordanes indica como aliados de Aécio os visigodos, os francos sálicos e ripuários, os sármatas, os armóricos, os litícios, os burgúndios, os saxões, os olibões (descritos como "antigos soldados romanos e hoje a flor das forças aliadas") e outras tribos celtas ou germanas. (Gética 36.191).
Os aliados dos hunos, ainda segundo Jordanes, eram os gépidas comandados pelo seu rei Ardarico, os ostrogodos comandados pelos irmãos Valamiro, Teodomiro (pai do mais tarde rei Teodorico, o Grande) e Videmiro, da linhagem dos Amalos (Gética 38.199). Sidônio apresenta uma lista maior de aliados: os rúgios, os gépidas, os gelónios, os burgúndios, os siranos, os belonotianos, os neurianos, os bastarnas, os turíngios, os brúcteros e os francos que viviam ao longo do rio Necar (Carmina 7.321-325).
Os números indicados por Jordanes e por Hidácio são improváveis de tão altos. A título de comparação, no início do século III, o Império Romano mantinha em permanência 30 legiões com 5200 combatentes cada uma; se o número de auxiliares fosse igual ao de combatentes por legião, e a eles juntarmos a guarda pretoriana com 5 000 homens, e 6 coortes urbanas, verificamos que o Império, nos píncaros do seu poderio, reunia ao todo 323 000 homens dispersos por todo o seu território.
Um cálculo das forças mais equilibrada encontra-se no estudo da Notitia Dignitatum levado a cabo por A.H.M. Jones. Este documento é uma lista de oficiais e de unidades militares que foi actualizada pela última vez nas primeiras décadas do século V. A Notitia Dignitatum enumera 58 unidades regulares diversas e 33 limítanes em serviço nas províncias gaulesas ou nas fronteiras a elas próximas; o número total destas unidades, segundo os cálculos de Jones, é de 34 000 para as unidades regulares e de 11 500 para os limítanes, ou seja, 45 500 ao todo. Este número é provável, mesmo admitindo que as forças romanas na Gália houvessem diminuído em 451, mas contando com os contingentes trazidos pelos aliados godos. Partindo do princípio de que os hunos não estariam em desvantagem numérica, o número total de homens na batalha aproxima-se dos 100 000, o que não inclui, naturalmente, os habituais auxiliares.

## Consequências e relevância da batalha
Átila viu-se obrigado a retirar para além do Reno, muito embora esta batalha não tenha posto fim às suas incursões na Europa. Gibbon caracteriza a batalha como sendo "a última vitória em nome do Império Romano do Ocidente." 
Um último motivo para a reputação desta batalha é o facto desta ter sido a primeira depois da morte de Constantino onde um exército cristão se opôs a um inimigo pagão. Este facto era muito significativo para os contemporâneos da batalha, os quais referem repetidamente a importância das orações na batalha (v.g., a história de Gregório de Tours acerca das orações da mulher de Aécio terem salvo a vida deste na Historia Francorum 2.7).